# Rotolando verso sud
Rotolando verso sud è un singolo del 2005, terzo estratto da L'uomo sogna di volare, il sesto album della rock band Negrita. Oltre a contenere l'omonimo brano, è presente un altro brano tratto dall'album L'uomo sogna di volare, Alzati Teresa e il making of del videoclip del precedente singolo Greta.
Diventò tormentone dell'estate 2005, riscuotendo un grande successo in tutta Italia. Questo brano è stato aggiunto anche alla compilation Rossa del Festivalbar 2005.

## Il video
Il video musicale di Rotolando Verso Sud è stato girato a Rio de Janeiro in Brasile, la regia è di Paolo Soravia e Alessio Pizzicannella. Il video mostra i componenti del gruppo che si trovano in un fuoristrada e girano per le strade e i mercati di Rio cantando. Durante il loro cammino, vengono alternate immagini dove il gruppo si ferma in strade, foreste, spiagge, parchi, mercati, e cantano tra la gente del posto. Vengono mostrate riprese anche del Cristo Redentore con i cantanti del gruppo.

## Tracce
1. Rotolando verso sud - 4:46
2. Alzati Teresa - 3:37
3. Greta (Videoclip)

## Classifiche
| Classifica (2005) | Posizione massima |
| ----------------- | ----------------- |
| Italia            | 12                |